# Ідо Шахар
Ідо Шахар (івр. עידו שחר‎, нар. 20 серпня 2001) — ізраїльський футболіст, півзахисник кіпрського клубу «Аполлон».
Виступав, зокрема, за клуби «Маккабі» (Тель-Авів) та «Маккабі» (Петах-Тіква).

## Ігрова кар'єра
Народився 20 серпня 2001 року. Вихованець футбольної школи клубу «Маккабі» (Тель-Авів).
У дорослому футболі дебютував 2019 року виступами за команду «Бейтар» (Тель-Авів), у якій провів один сезон, взявши участь у 32 матчах чемпіонату. 
Протягом 2020—2021 років захищав кольори клубу «Хапоель» (Хайфа).
Своєю грою за останню команду привернув увагу представників тренерського штабу клубу «Маккабі» (Тель-Авів), до складу якого приєднався 2021 року. Відіграв за тель-авівську команду наступний сезон своєї ігрової кар'єри. У складі тель-авівського «Маккабі» був одним з головних бомбардирів команди, маючи середню результативність на рівні 0,33 гола за гру першості.
У 2022 році уклав контракт з клубом «Маккабі» (Петах-Тіква), у складі якого провів наступний рік своєї кар'єри гравця. 
До складу клубу «Аполлон» приєднався 2022 року. Станом на 6 вересня 2022 року відіграв за клуб з Лімасола 2 матчі в національному чемпіонаті.

## Статистика виступів

### Статистика клубних виступів
| Сезон             | Команда               | Чемпіонат         | Чемпіонат | Чемпіонат | Національний кубок | Національний кубок | Національний кубок | Континентальні кубки | Континентальні кубки | Континентальні кубки | Інші змагання | Інші змагання | Інші змагання | Усього | Усього | Усього |
| Сезон             | Команда               | Ліга              | Ігор      | Голів     | Ліга               | Ігор               | Голів              | Ліга                 | Ігор                 | Голів                | Ліга          | Ігор          | Голів         | Ігор   | Голів  |        |
| ----------------- | --------------------- | ----------------- | --------- | --------- | ------------------ | ------------------ | ------------------ | -------------------- | -------------------- | -------------------- | ------------- | ------------- | ------------- | ------ | ------ | ------ |
| 2019–20           | «Бейтар» (Тель-Авів)  | ЛЛ                | 32        | 6         | КІ+TC              | 0                  | 0                  |                      | -                    | -                    |               | -             | -             | 32     | 6      |        |
| серп. 2020        | «Маккабі» (Тель-Авів) | ЧІ                | 0         | 0         | КІ+КТ              | 0+1                | 0                  |                      | -                    | -                    | СкІ           | 1             | 0             | 2      | 0      |        |
| 2020–21           | «Хапоель» (Хайфа)     | ЧІ                | 21        | 0         | КІ+КТ              | 2+0                | 1+0                |                      | -                    | -                    |               | -             | -             | 25     | 1      |        |
| 2021–22           | «Маккабі» (Тель-Авів) | ЧІ                | 1         | 0         | КІ+КТ              | 0+1                | 0                  | ЛЄ                   | 7                    | 0                    | СкІ           | 1             | 0             | 10     | 0      |        |
| Усього за кар'єру | Усього за кар'єру     | Усього за кар'єру | 54        | 6         |                    | 4                  | 1                  |                      | 7                    | 0                    |               | 2             | 0             | 67     | 7      |        |

## Титули і досягнення
- Володар Суперкубка Ізраїлю (2):

«Маккабі» (Тель-Авів): 2020, 2024
- Володар Кубка Тото (3):

«Маккабі» (Тель-Авів): 2020, 2023-24, 2024–25
- Володар Суперкубка Кіпру (1):

«Аполлон»: 2022
- Чемпіон Ізраїлю (2):

«Маккабі» (Тель-Авів): 2023–24, 2024–25